# NGC 4242
NGC 4242 је галаксија у сазвежђу Ловачки пси. Класификује се као неправилна, као спирална, или пак као неправилна галаксија са траговима спиралне структуре.
Деклинација објекта је + 45° 37' 9" а ректасцензија 12h 17m 30,0s. Привидна величина (магнитуда) објекта NGC 4242 износи 10,9 а фотографска магнитуда 11,5. Налази се на удаљености од 7,5000 милиона парсека од Сунца. NGC 4242 је још познат и под ознакама UGC 7323, MCG 8-22-98, CGCG 243-61, PGC 39423.
Осим по свом необичном изгледу, галаксија је позната и по томе што се у њој налази супернова 2002bu.